# Iglesia-refectorio del Monasterio de las Cuevas de Kiev
La iglesia-refectorio del Monasterio de las Cuevas de Kiev (en ucraniano: Трапезна церква), también llamada catedral-refectorio de Santos Antonio y Teodosio (en ucraniano: Трапезний собор Антонія і Феодосія Печерських), es un refectorio e iglesia en el monasterio de las Cuevas de Kiev, Ucrania. En el refectorio comían los monjes del monasterio de las Cuevas.

## Geografía
La iglesia-refectorio está ubicada en la calle Lavrska 21 en el centro de Kiev.   

## Historia

### Orígenes
Un primer refectorio fue construido no lejos del lugar donde se encuentra el edificio moderno entre 1108 y 1110, según lo exigía la Studiysky ustav (Estatuto de los estudiantes), que preveía la alimentación colectiva de los monjes. Se trataba de una estructura de piedra que, según las excavaciones arqueológicas, se encontraba al suroeste de la Catedral de la Dormición. En el centro del edificio había cuatro pilares sostenidos por la cúpula de la iglesia, alrededor de los cuales se encontraban la cocina, la despensa y el comedor. Allí vivía el príncipe Gleb Vseslávich del Principado de Minsk.
Esta primera estructura fue destruida en 1230 por un terremoto y dejó de existir después de la invasión mongola de la Rus de Kiev de 1240. Los restos conservados de los cimientos del edificio son visibles en la plaza de la catedral.

### Edificio actual
El segundo refectorio se construyó a principios del siglo XVII en el solar previsto para él entre los siglos XIV y siglo XVII. El nuevo refectorio se colocó al sur de la catedral. Primero se construyó un refectorio solo de madera, luego se construyó la iglesia-refectorio de Pedro y Pablo entre 1686 y 1694. La arquitectura de este edificio es característica de esta época, decorado con elementos del barroco ucraniano. La iglesia refectorio de Pedro y Pablo fue desmantelada en 1893, al considerarse que estaba en mal estado.
El edificio actual fue construido entre 1893 y 1895 por el arquitecto Vladímir Nikoláiev, en una época en la que más de mil monjes vivían en el monasterio.Las obras del refectorio finalizaron en 1903 y las de la iglesia en 1910. La cocina se conserva en el mismo entorno que la antigua iglesia-refectorio desmantelada en 1893.
Durante la era soviética, la comunidad monástica del monasterio de las Cuevas fue desmantelada. A partir de entonces, a partir de 1923, el local fue utilizado como museo y con fines propagandísticos. Desde la transferencia de parte del territorio de la lavra al monasterio, la iglesia del refectorio se utiliza para el culto. En 1941, el refectorio resultó dañado durante la explosión de la Catedral de la Dormición en la Segunda Guerra Mundial. Los trabajos de restauración y restauración de las fachadas finalizaron en 1956, y el interior fue renovado entre 1976 y 1980. Gracias a su acústica, la iglesia del refectorio servía como sala de conciertos de la Orquesta Sinfónica Estatal de la RSS de Ucrania.
Desde 1990, los servicios religiosos se celebran regularmente en el templo y desde 1992 la iglesia del refectorio pertenece a la Iglesia ortodoxa ucraniana. Durante los últimos trabajos de restauración en 2014, se reemplazaron ventanas y puertas, se colocó un piso nuevo, se limpió la pintura mural de suciedad y hollín, se limpió el iconostasio y se iluminó la cúpula en el interior.
En la invasión rusa de Ucrania, se cuestionó el uso continuo de la iglesia por parte de la Iglesia ortodoxa ucraniana, seguidora del patriarcado de Moscú, ya que el contrato de arrendamiento expiró el 31 de diciembre de 2022.El 15 de febrero de 2023, la Iglesia ortodoxa de Ucrania realizó el primer servicio religioso en la iglesia. El 4 de mayo de 2023 se desarrolló el concilio de obispos de la Iglesia ortodoxa de Ucrania en el que se decidió la transición al calendario juliano revisado.

## Arquitectura
El edificio fue diseñado por Vladímir Nikoláiev y la robusta cúpula de la iglesia incorpora algunos aspectos neobizantinos.      
La decoración interior del edificio fue diseñada por Alekséi Shchúsev y los iconos de mármol son de estilo neoruso. Las pinturas tanto del refectorio como de la iglesia, pintadas a principios del siglo XX por Iván Yizhakévich, Grigori Popov, entre muchos otros, contienen una influencia modernista. En la iglesia se conserva un cinturón de mayólica único, mosaico de principios del siglo XX.      
El iconostasio de mármol está realizado en estilo pseudoruso según el diseño de Shchúsev, considerado uno de los iconostasios de piedra más notables de Kiev y Ucrania. Los materiales son de origen diverso, como son el mármol de Carrara de color blanco, rosa y gris, o el mármol verde de Gran Bretaña. Una fabulosa escultura de piedra calada fue realizada por el maestro escultor de Kiev, Drexler.      
En la parte trasera del refectorio hay un mirador que ofrece a los visitantes una vista panorámica de las cuevas cercanas y lejanas, el río Dniéper y la margen izquierda de la ciudad.

## Necrópolis

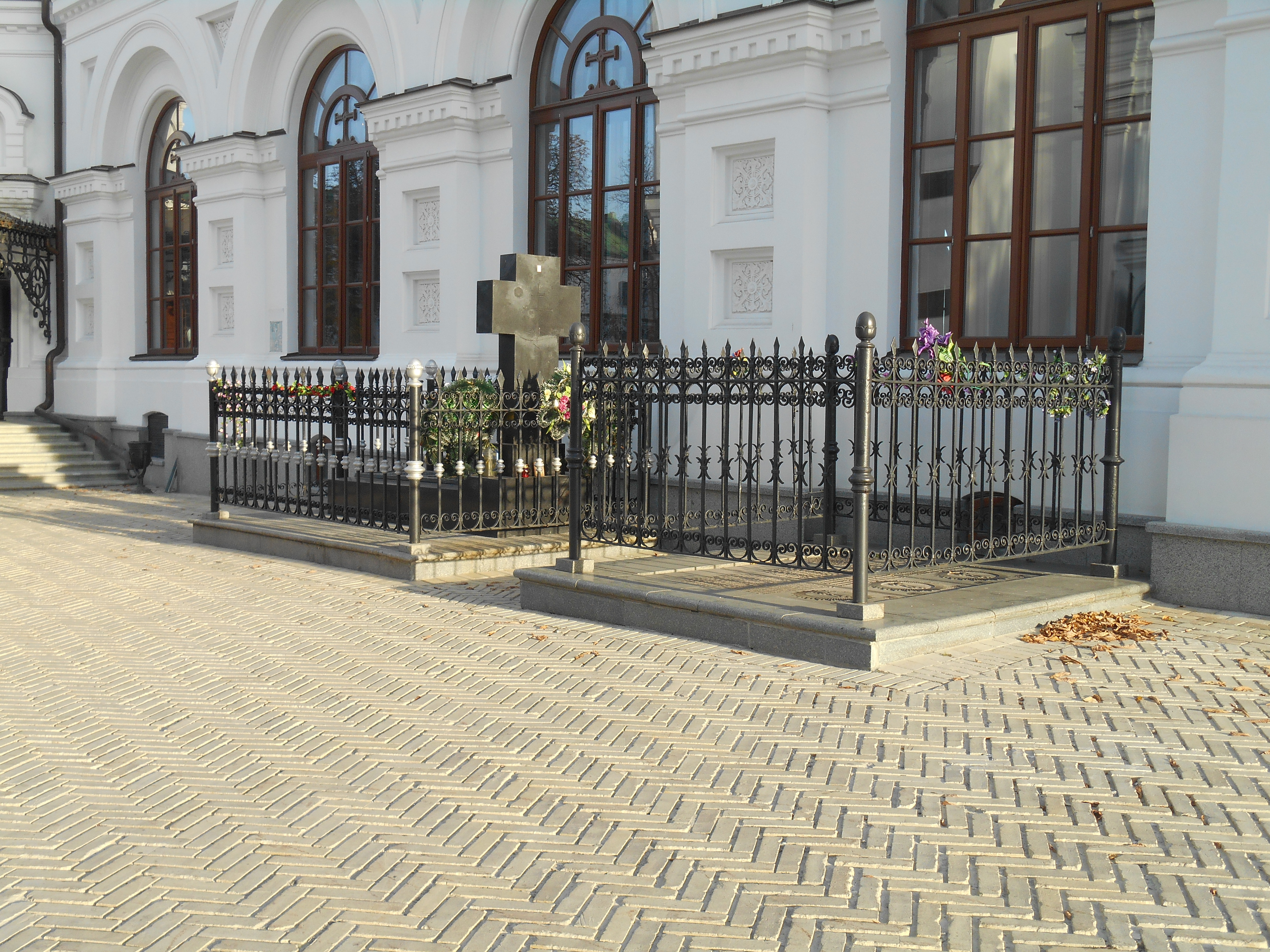
Necrópolis del Refectorio

Cerca de la iglesia-refectorio están enterrados Vasyl Kochubey (regente ucraniano de la oficina militar en 1681) e Iván Iskra (coronel de Poltava, que fueron ejecutados en 1708. A finales de 1707, Kochubey e Iskra habían entregado una carta a la corte del zar acusando a Iván Mazepa de haber entablado negociaciones con el rey Carlos XII y los suecos para aliarse con ellos durante la Gran guerra del Norte. El zar Pedro el Grande no creyó la carta y los dos hombres fueron ejecutados. Más tarde, cuando el zar se dio cuenta de que tenían razón, fueron enterrados cerca de la iglesia del refectorio.
Piotr Stolypin, primer ministro del emperador Nicolás II de Rusia, fue asesinado en 1911 mientras planeaba emprender importantes reformas para mejorar la condición de los campesinos. Se celebró una ceremonia fúnebre en el refectorio de la iglesia de San Antonio y Teodosio y está enterrado junto a la iglesia del refectorio.

## Galería

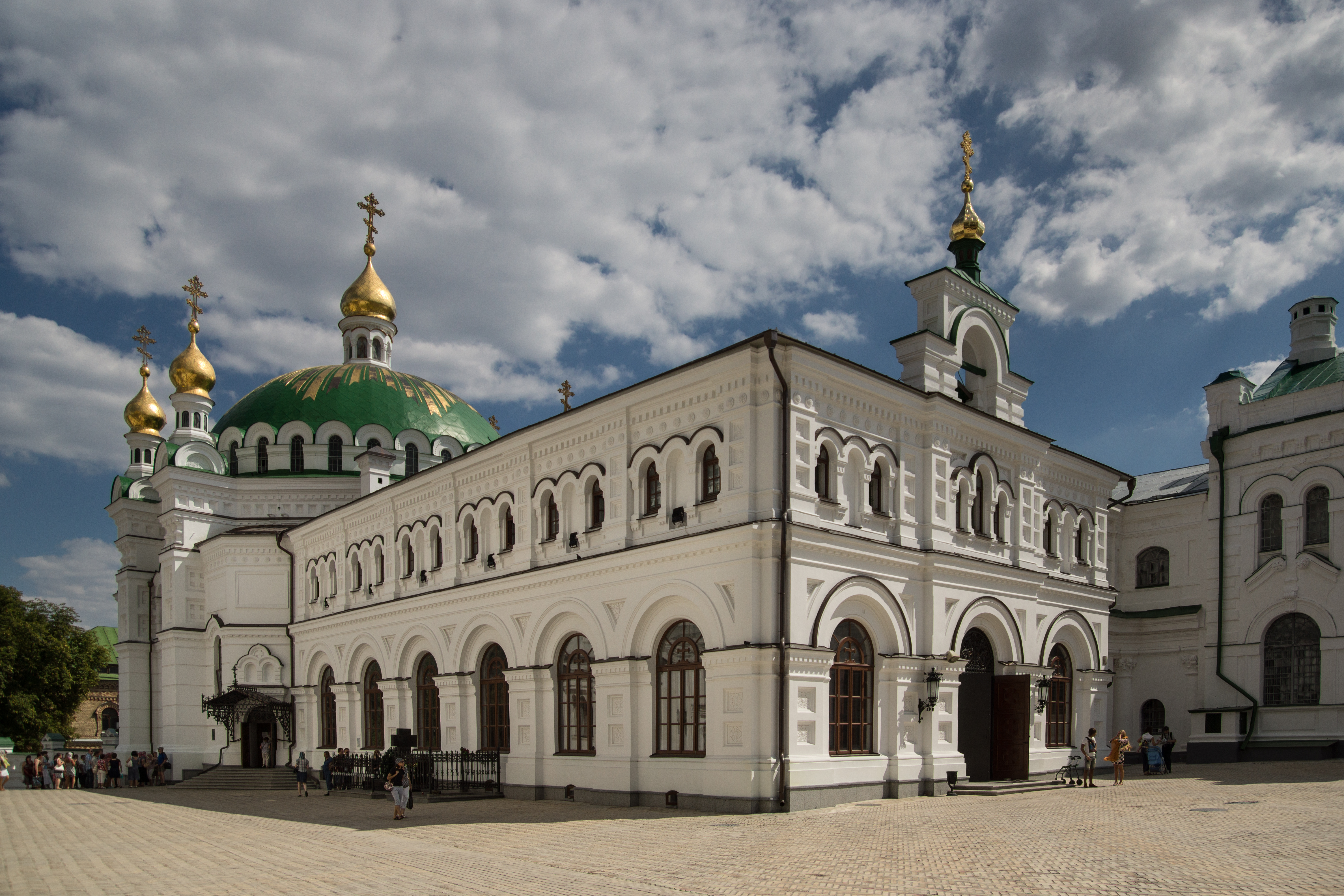
Parte exterior del Refectorio
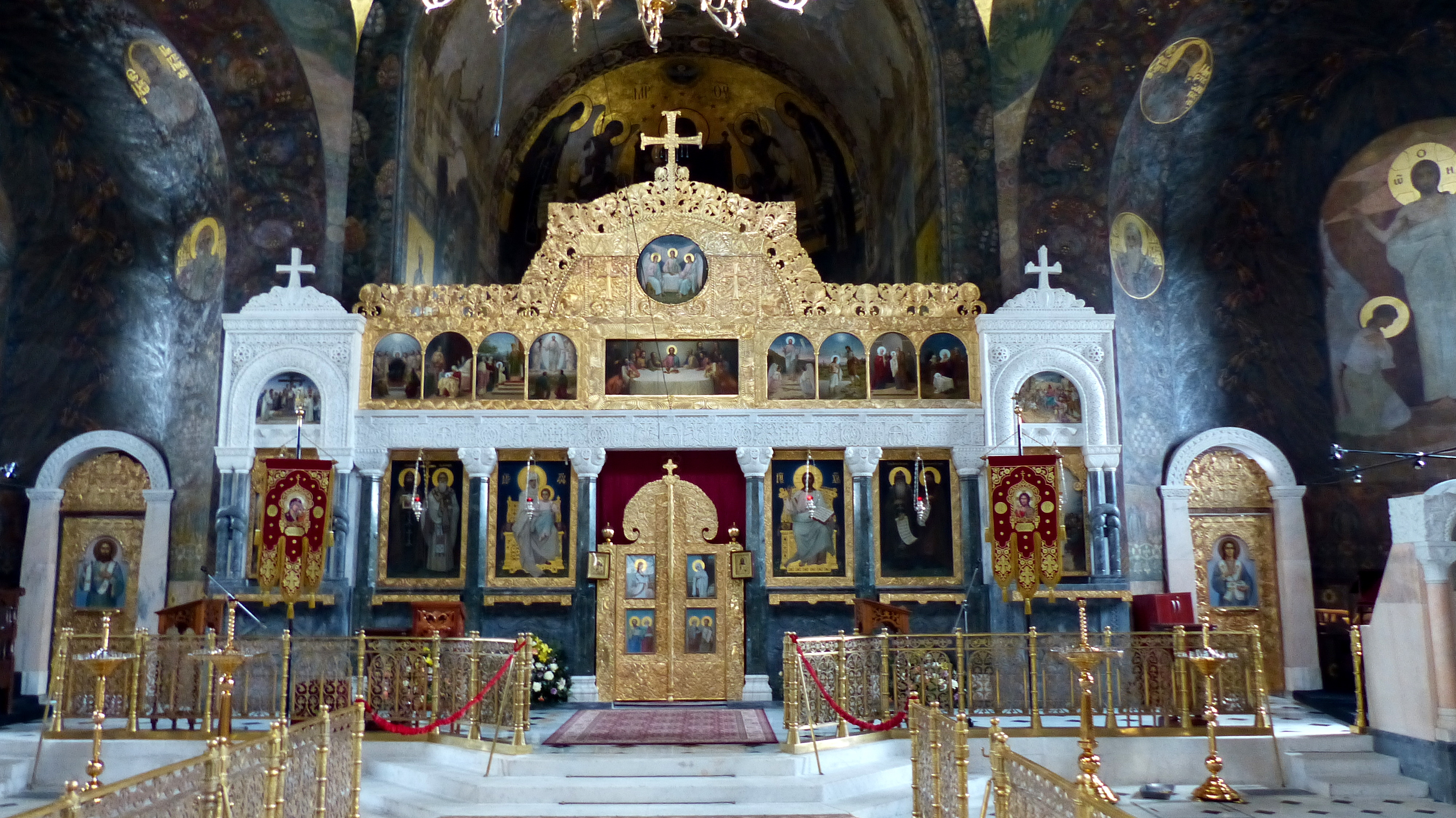
Iconostasio de la iglesia
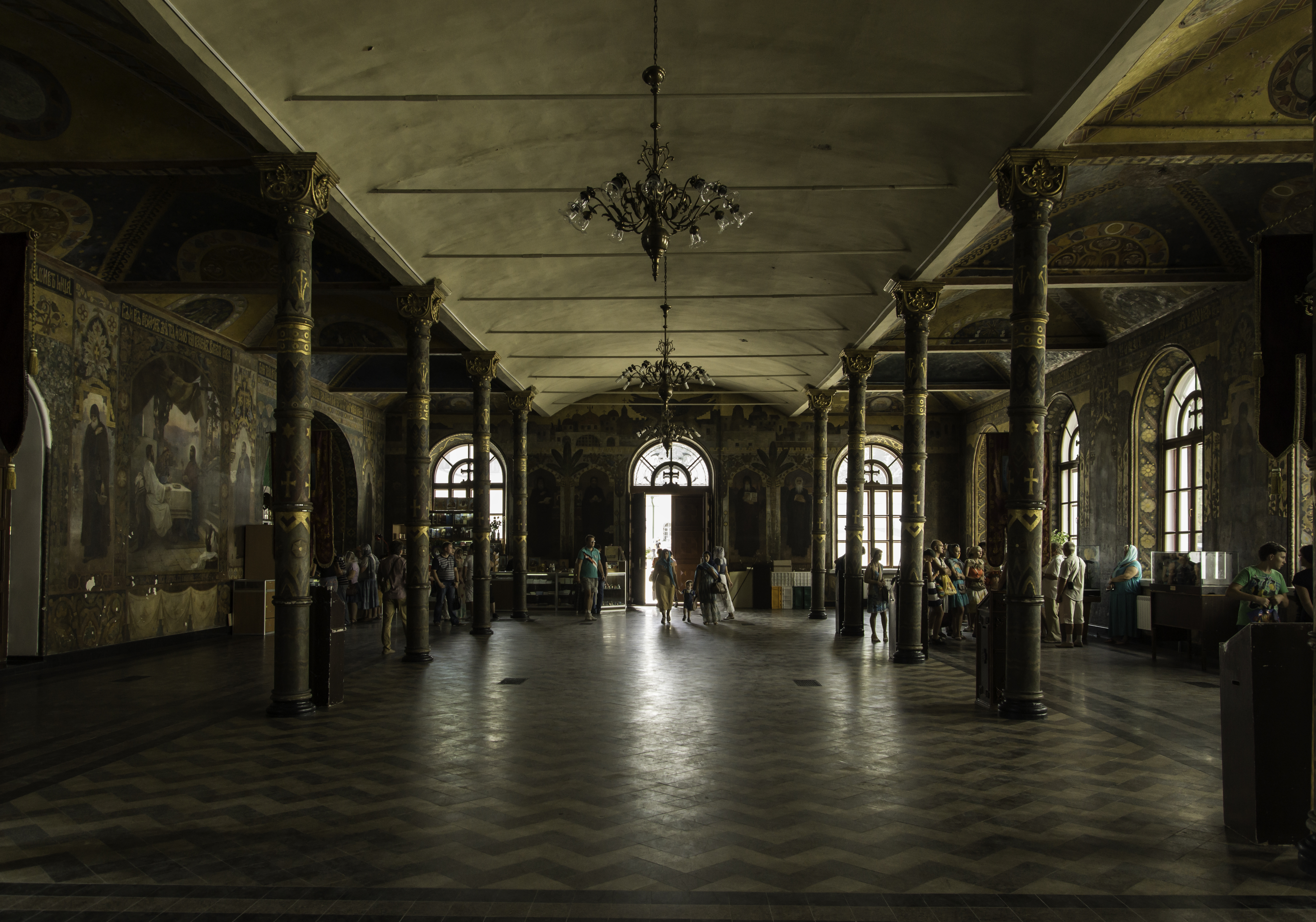
Refractorio
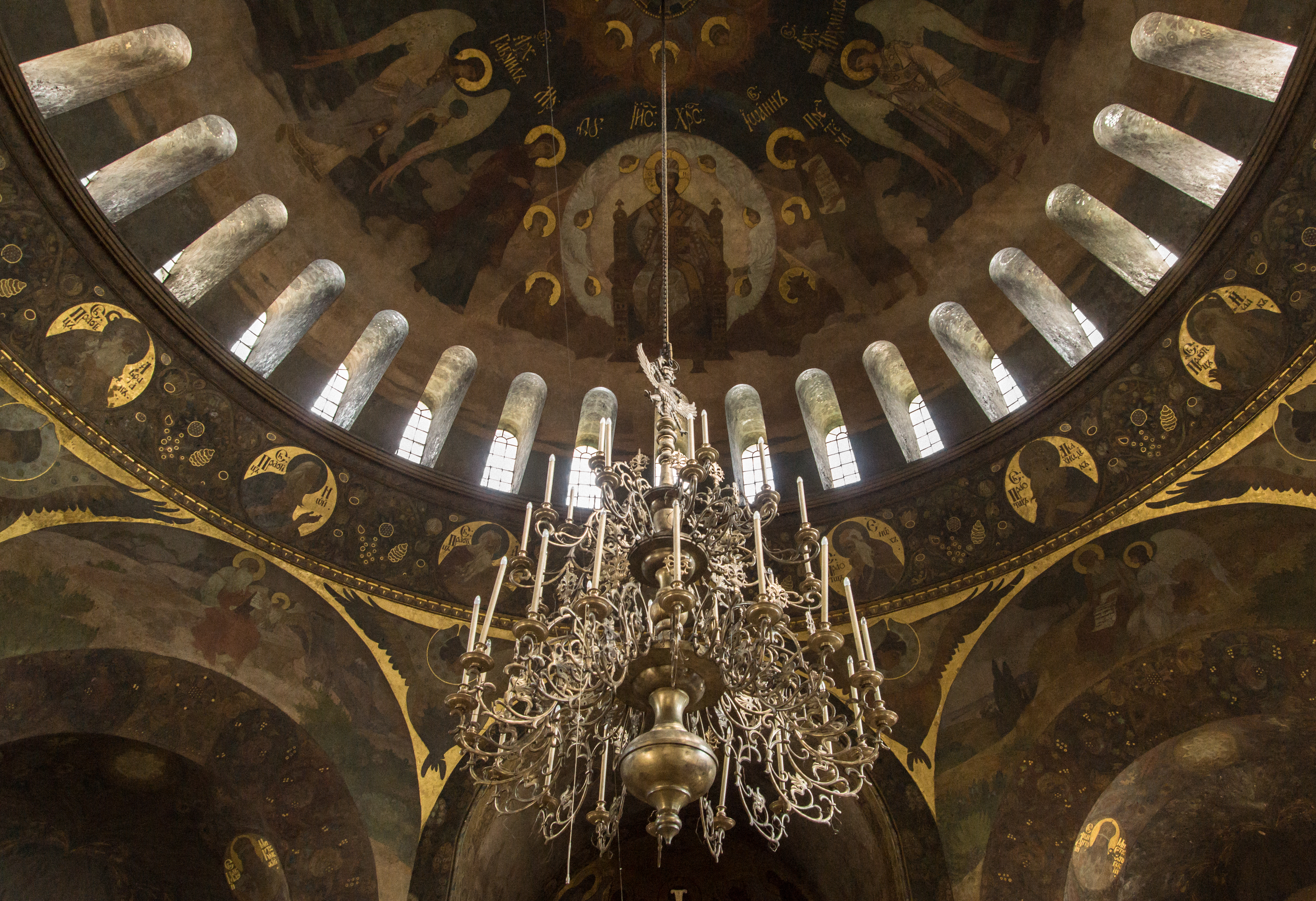
Interior de la cúpula